# Gurjevszki járás (Kemerovói terület)
A Gurjevszki járás (oroszul Гу́рьевский райо́н) Oroszország egyik járása a Kemerovói területen. Székhelye Gurjevszk.

## Népesség
- 1989-ben 20 816 lakosa volt.
- 2002-ben 12 057 lakosa volt.
- 2010-ben 10 617 lakosa volt, melynek 95,5%-a orosz, 0,8%-a örmény, 0,5%-a ukrán, 0,3%-a német, 0,3%-a csuvas stb.